# Radek Philipp
Radek Philipp, född 12 februari 1977 i Ostrava, är en tjeckisk före detta professionell ishockeyspelare (back).